# Vazhayur
Vazhayur es una ciudad censal situada en el distrito de Malappuram en el estado de Kerala (India). Su población es de 36909 habitantes (2011). Se encuentra a 31 km de Malappuram y a 13 km de Kozhikode.

## Demografía
Según el censo de 2011 la población de Vazhayur era de 36909 habitantes, de los cuales 18163 eran hombres y 18746 eran mujeres. Vazhayur tiene una tasa media de alfabetización del 95,79%, superior a la media estatal del 94%. la alfabetización masculina es del 97,44%, y la alfabetización femenina del 94,19%.